# Борискино (Чишминський район)
Бори́скино (рос. Борискино, башк. Борискин) — присілок у складі Чишминського району Башкортостану, Росія. Входить до складу Єнгалишевської сільської ради.
Населення — 101 особа (2010; 114 у 2002).
Національний склад:
- татари — 89 %